# Miko

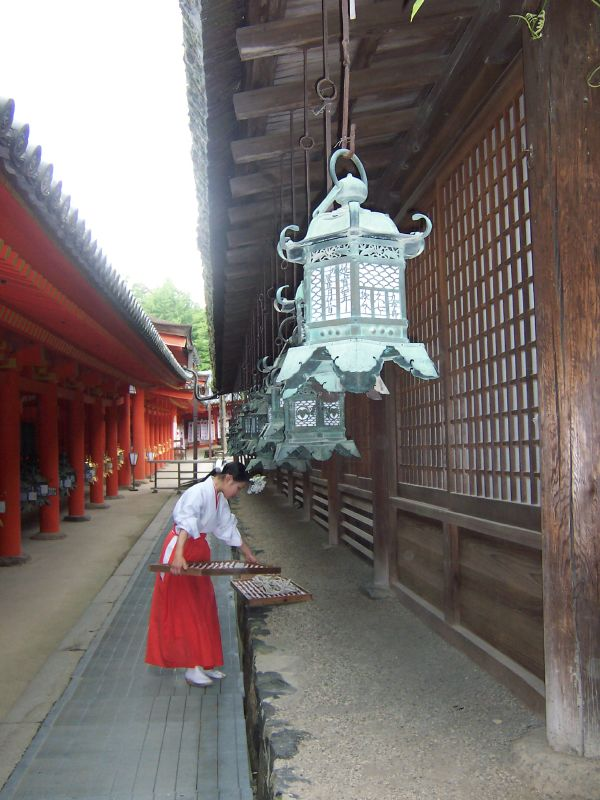
Miko al Santuario di Kasuga (Kasuga Taisha).

Il termine miko (巫女?) indica le giovani donne che lavorano presso i templi shintoisti.

## Tradizione

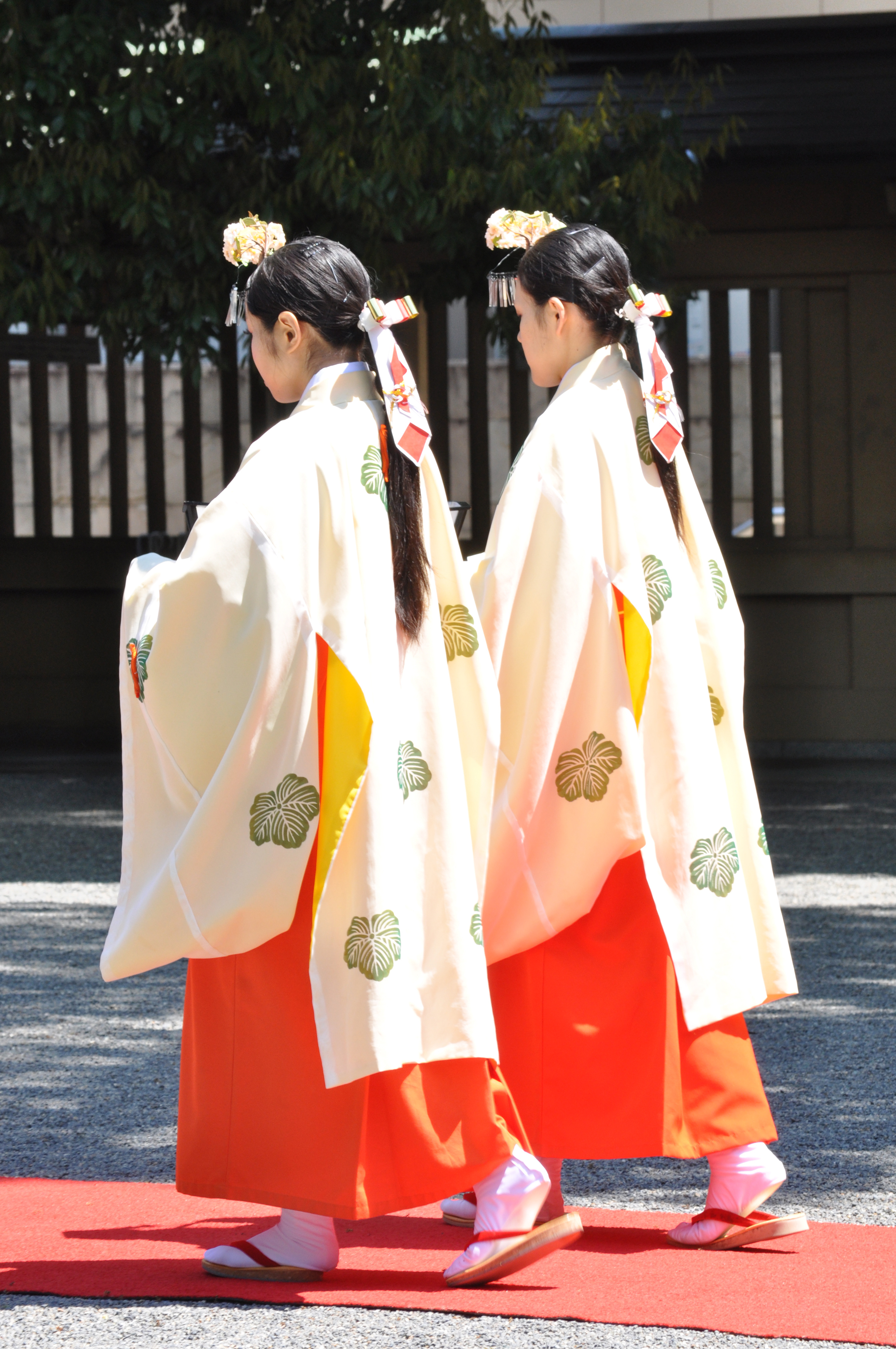
Due giovani miko in tenuta cerimoniale.

La tradizione delle miko risale alle antiche ere del Giappone. In tempi remoti le donne che entravano in trance, dando voce alle parole del Dio, venivano chiamate miko (sacerdotesse), in maniera non dissimile alle sacerdotesse dell'Oracolo di Delfi.
Più avanti, "miko" diventò il termine per indicare le giovani donne al servizio di altari e templi shintoisti. Erano spesso le figlie dei kannushi, sacerdoti incaricati di prendersi cura di uno dei santuari. I ruoli della miko includevano l'esibizione in danze cerimoniali (miko-mai) e l'assistere i sacerdoti in varie funzioni, soprattutto nei matrimoni. La tradizione continua, e ancora oggi le miko possono essere trovate in parecchi santuari shintoisti. Nei tempi moderni, le miko sono soprattutto volontarie, oppure lavoratrici part-time. I loro doveri includono l'assistere alle funzioni del santuario, esibirsi in danze cerimoniali, offrire omikuji (un genere di oracolo) e prendersi cura della vendita di tutti quegli oggetti associati al santuario stesso. Uno strumento sacro (shingu) impiegato dalle miko è il gohei, una specie di bacchetta magica utilizzata per praticare esorcismi e riti di purificazione, ma è anche utilizzato, spesso per le benedizioni, anche un ramo di sakaki oppure una sua composizione chiamata tamagushi.
È piuttosto difficile dare una definizione precisa dell'equivalente occidentale alla parola giapponese "miko", comunque "vergini dell'altare", per quanto impropria, è quella usata più di frequente. Altri termini sono stati usati come succedanei, quali profetesse, medium, sacerdotesse, suore, streghe. I giapponesi definiscono le miko come saishi (sacerdotesse), tuttavia ci sono diversi gradi e ordini che distinguono le miko dai sacerdoti e sacerdotesse chiamati kannushi, e dipendono esclusivamente dall'organizzazione del santuario e dalle leggi in vigore. Quindi le miko non hanno lo stesso grado di autorità di un sacerdote (kannushi), per quanto possano ricoprire gli incarichi di un chierico anziano se non c'è disponibile alcun sacerdote. Le uniche eccezioni a questa norma avvenivano in antichità, quando le profezie rivelate dalle miko erano considerate come ispirate dalla stessa voce dei Kami (le divinità).

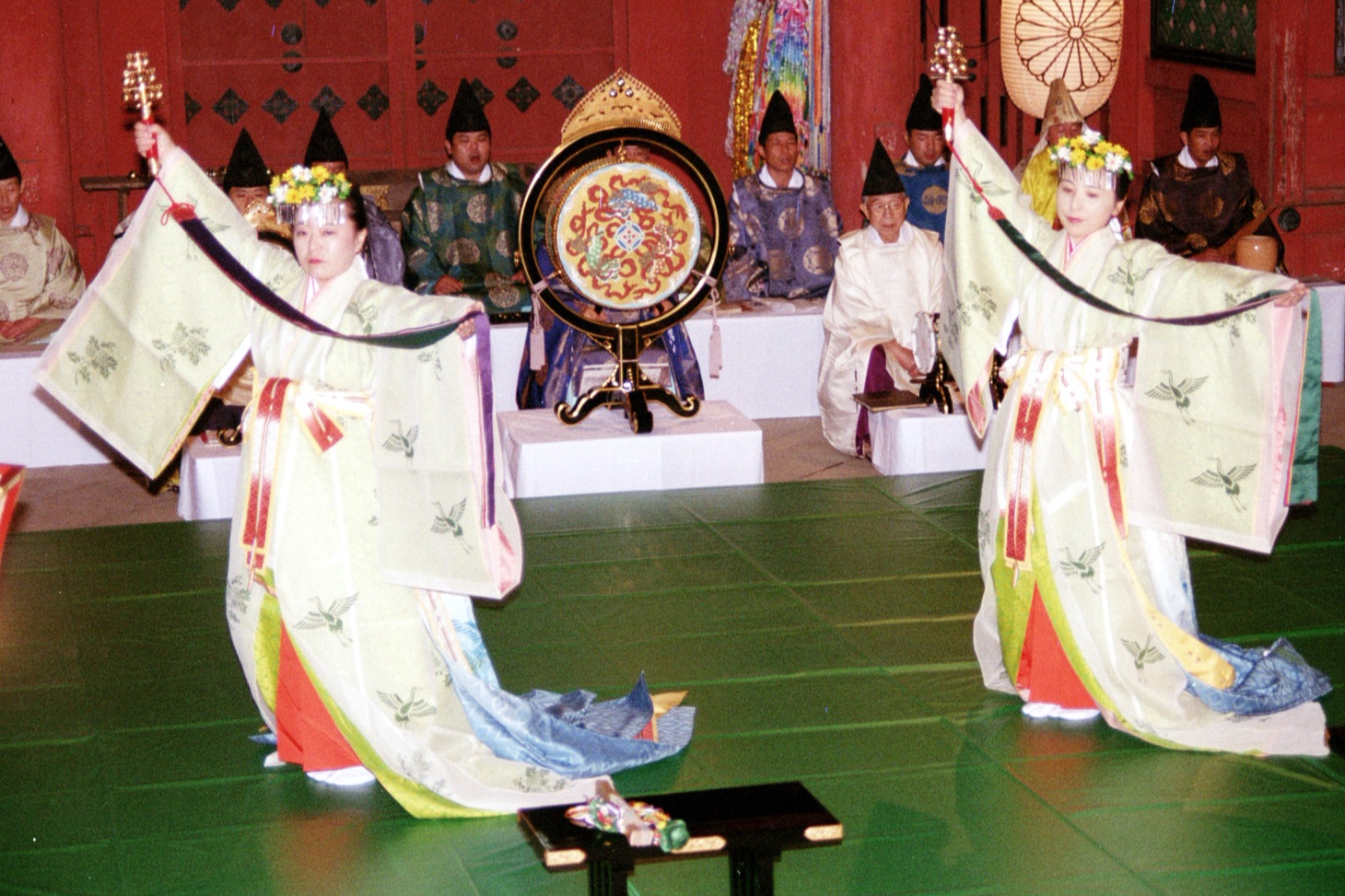
Le miko mentre ballano la danza sacra kagura.

Teoricamente, requisito iniziale per essere miko era quello di essere vergine, però storicamente vennero fatte eccezioni a questa regola, in favore di donne dotate di grande carattere. È probabilmente vero che, quando una donna che stava servendo a un santuario si sposava, abbandonava il suo ruolo di miko per occuparsi del marito e della nuova famiglia. Questa regola è stata pressoché completamente rimossa nei tempi moderni, anche se la maggior parte delle miko ancora oggi, quando si sposa, lascia il servizio al santuario o il corso di apprendimento per diventare sacerdotessa. Tuttavia, soprattutto nel caso delle miko che insegnano la danza tradizionale kagura, non è insolito che continuino a servire come miko dipendenti del santuario anche dopo il matrimonio.

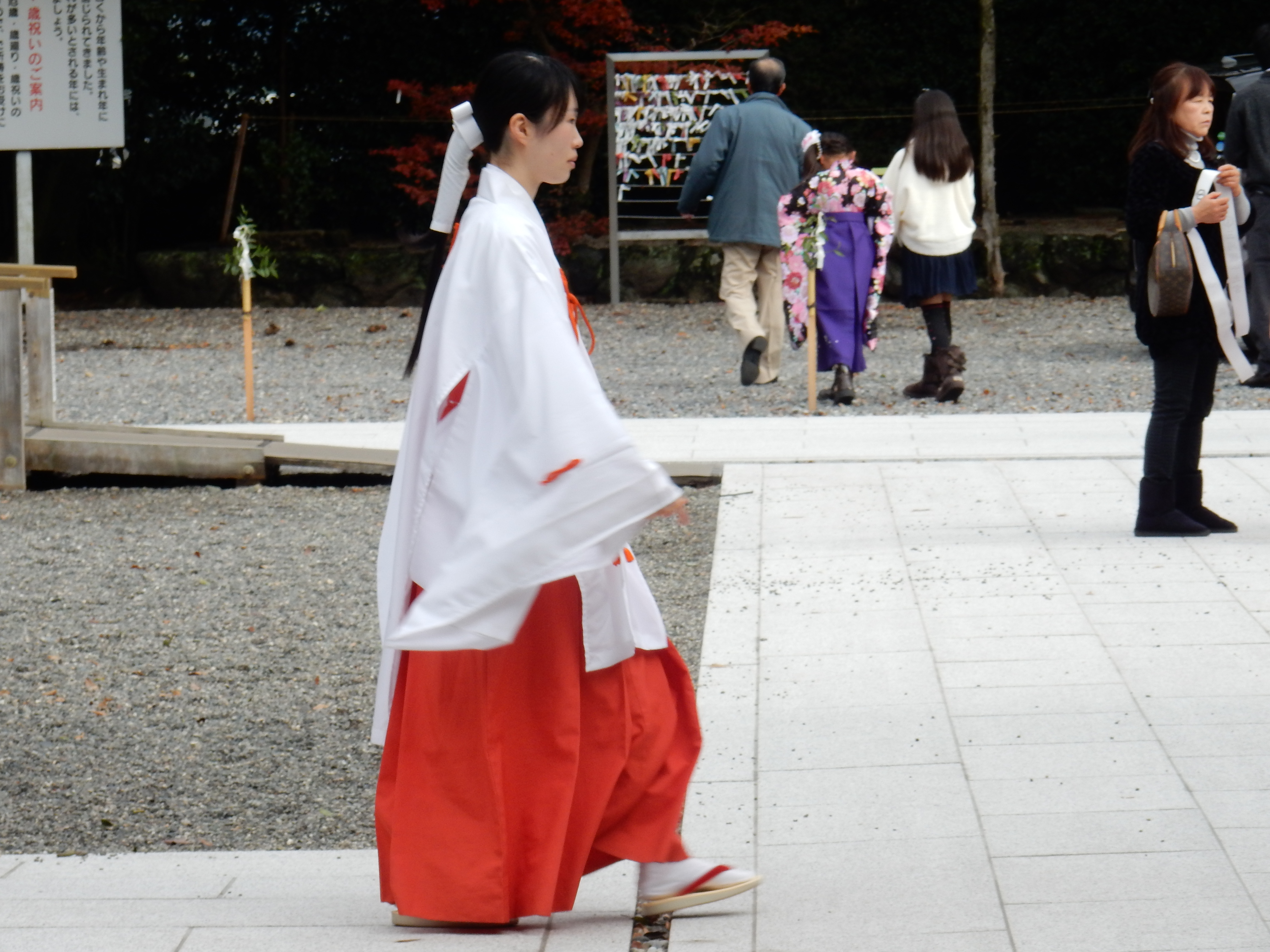
L'abito tradizionale della miko è composto da un kosode bianco e un hakama rosso, con sopra un chihaya.

Il costume tradizionale, o veste, di una miko consiste di un hakama rosso, che può essere sia in foggia di pantaloni che di gonna, e della tunica bianca chiamata kosode con grandi maniche, ed è associato ai tipici calzari giapponesi, i tabi. I sandali ai piedi sono invece dei semplici zōri. Durante le cerimonie e le danze sacre può essere indossato anche un chihaya, un abito tradizionale giapponese con lunghe maniche, spesso orlate di rosso. Inoltre, occasionalmente alcuni altari, come il Santuario di Tsurugaoka Hachiman a Kamakura, vestono le loro miko in altri colori. Per le miko è anche comune portare nastri e fiocchi ai capelli, o altri ornamenti, comunque colorati di rosso o di bianco. Il nastro che lega i capelli è spesso il tradizionale takenaga fatto di carta, ma possono essere usate anche altre legature con fogli di carta e cordoni decorativi chiamati mizuhi.

## Narrativa e cultura pop

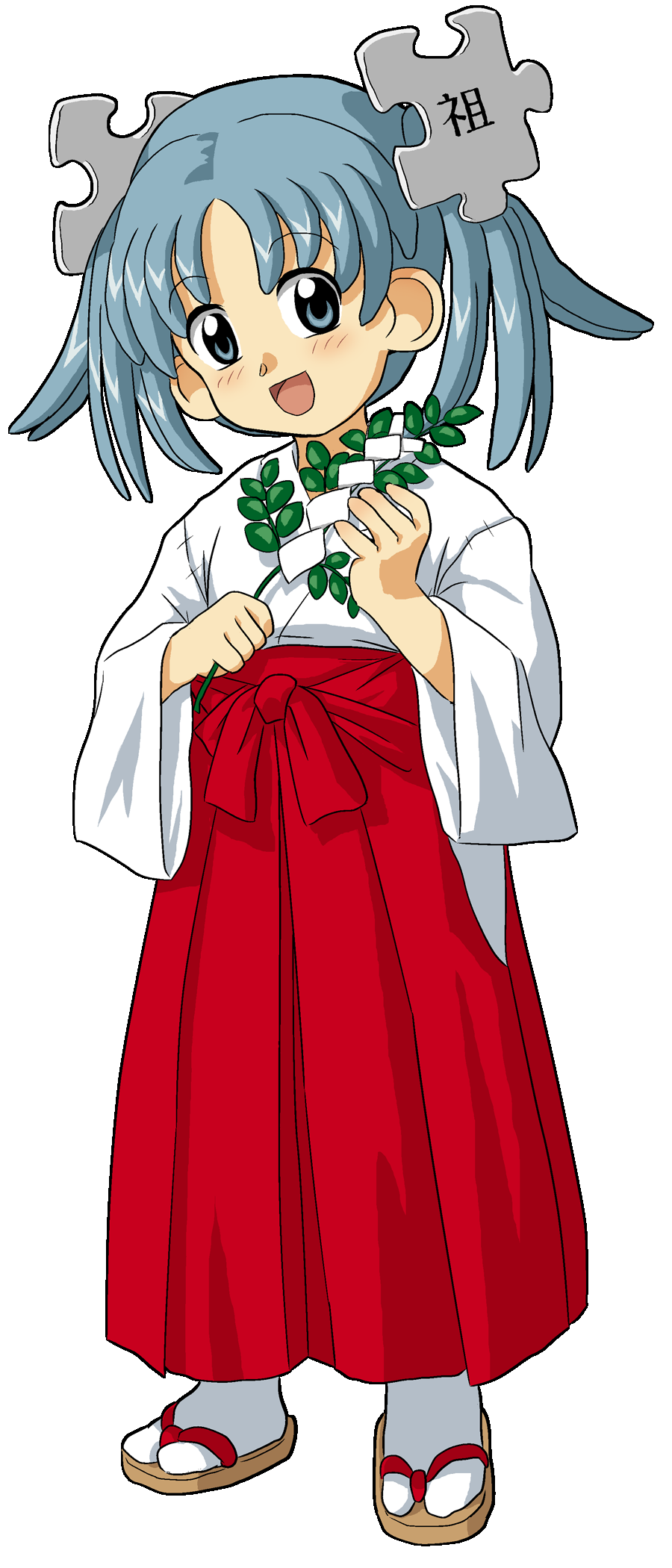
Wikipe-tan nei panni di una miko.

Le miko sono personaggi comuni nella letteratura giapponese, nei manga e negli anime. Spesso sono personaggi secondari o che fanno da spalla ai primari, e si riconoscono facilmente grazie al loro costume caratteristico. Mediamente, la più comune descrizione di una miko è quella di un personaggio impegnato a spazzare il suolo di un santuario con una scopa di bambù. In alcune storie romantiche, specialmente bishōjo, videogiochi e visual novel, le miko sono di solito mostrate come ragazze attraenti, ma estremamente noiose o prevenute, una caratteristica spesso dovuta a una conoscenza limitata o negativa dei ragazzi. Un grosso contrasto con lo stereotipo della suora cristiana, vista in molte storie come amichevole e riservata.
Nonostante la sua immagine mondana, i manga e gli anime generalmente dipingono la miko come un'eroina che combatte gli spiriti malvagi, demoni e fantasmi, spesso attraverso l'uso di poteri magici o sovrannaturali. In queste storie, le miko sono usualmente descritte come particolarmente abili nell'utilizzo di una o più arti marziali, specialmente nell'uso di armi tradizionali giapponesi come lo yumi (arco lungo), il tantō (pugnale), o una delle varie spade giapponesi quali le katana o i wakizashi. 
Alle miko sono anche quasi sempre attribuite le capacità di fare magie di vario tipo, specialmente ofuda e varie forme di divinazione. 
Nei giochi di ruolo occidentali, sono mediamente considerate alla stessa stregua di chierici, "streghe bianche" o paladini. A queste miko ci si riferisce mediamente come a betsushikime. In alcuni casi, si crede che determinate miko storiche, come Izumo no Okuni, siano state betsushikime.
Per quanto riguarda, invece, le kuro miko ("miko oscure", più spesso tradotto come "sacerdotesse oscure"), esse sono le controparti malvagie della miko tradizionale in anime e manga. Di solito servono sacerdoti rinnegati o demoni. La kuro miko è spesso molto sapiente nel campo della demonologia, e ha un grande controllo della magia nera. Veste di una versione oscura della divisa tradizionale (borgogna, oro o nero al posto del rosso), spesso con una maschera. Questo tipo di personaggi sono apparsi in Inuyasha e Asagiri no miko.
Elenco di miko in manga, anime e videogiochi
- Amaenaideyo!!
- Asagiri no miko - Kurako Hieda, Tama Hieda, Yuzu Hieda, Shizuka Midō, Seiko Rikīshi, Izumi Sakakibara, Chika Yurikasa
- Biko 3 - Mio Kagura
- Blood-C - Saya Kisaragi
- Card Captor Sakura - Kaho Mizuki
- Cosplay Complex - Imai Maria
- Edomae Elf - Koito Koganei
- Genshin Impact - Yae Miko
- Gintama - Le gemelle Ane e Mone
- Higurashi no naku koro ni - Rika e Hanyuu Furude.
- Inuyasha - Midoriko, Kagome, Kikyō, Kaede e Tsubaki (sacerdotessa nera)
- Kannazuki no miko - Chikane Himemiya e Himeko Kurusugawa (sacerdotessa nera)
- Kiki KaiKai - Sayo-chan
- Lamù - Sakura
- Love Live! School Idol Project - Nozomi Tōjō
- Lucky Star - Le gemelle Hiiragi
- Moonlight Lady (Kao no nai tsuki) - Suzuna Kuraki
- Ninja Gaiden - Kureha, Momiji
- Panic x Panic - Mitsuki Kamishiro
- Queen's Blade - Tomoe
- Sailor Moon - Rei Hino / Sailor Mars
- Samurai Shodown e Samurai Shodown II - Nakoruru
- Shaman King - Keiko Asakura
- Storie d'amore e di demoni - Miiko
- Touhou Project - Reimu Hakurei e Sanae Kochiya
- Uta∽Kata - Michiru Munakata
- Wagaya no Oinari-sama - Kugen Tenko
- X - Arashi Kishu
- Your name - Mitsuha Miyamizu